# Stazione di San Zeno-Folzano
Stazione di San Zeno-Folzano vasútállomás Olaszországban, Lombardia régióban, San Zeno Naviglio településen.

## Vasútvonalak
Az állomást az alábbi vasútvonalak érintik:
- Brescia–Cremona-vasútvonal
- Brescia–Parma-vasútvonal

## Kapcsolódó állomások
A vasútállomáshoz az alábbi állomások vannak a legközelebb:
- Stazione di Brescia (Brescia–Cremona-vasútvonal, Brescia–Parma-vasútvonal, észak)
- Stazione di Bagnolo Mella (Brescia–Cremona-vasútvonal, dél)
- Borgosatollo railway station (1893. augusztus 1. – 1932. május 21., Brescia–Parma-vasútvonal, délkelet)
- Stazione di Montirone (1932. május 22. – , Brescia–Parma-vasútvonal, délkelet)